# Rathaus Bad Lauchstädt

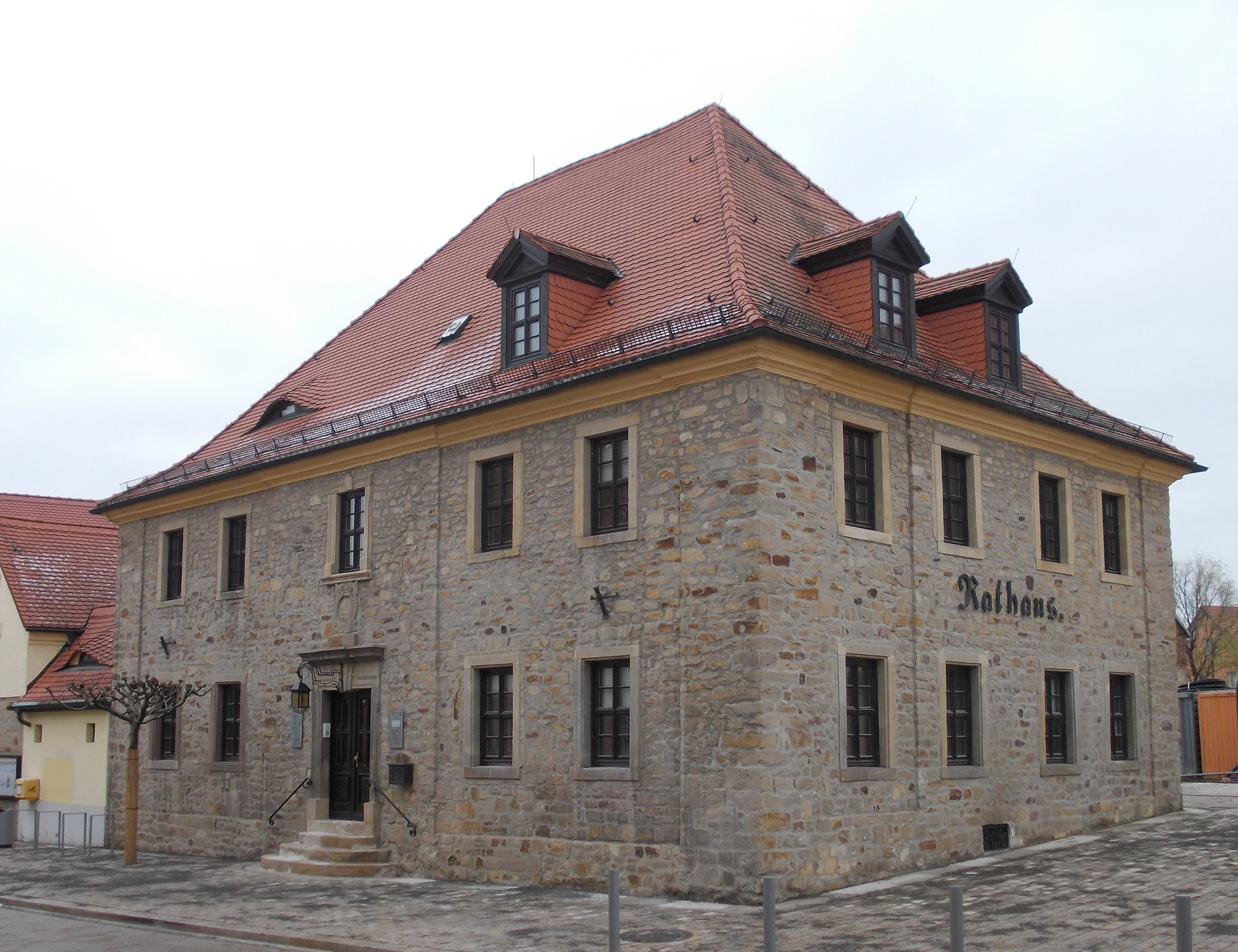
Rathaus in Bad Lauchstädt

Das Rathaus Bad Lauchstädt ist ein denkmalgeschütztes Bauwerk in der Stadt Bad Lauchstädt in Sachsen-Anhalt. Im örtlichen Denkmalverzeichnis ist es unter der Erfassungsnummer 094 20630 als Baudenkmal verzeichnet.

## Geschichte
Das heutige Rathaus wurde 1678 errichtet. Als jahrhundertelanger Sitz eines Pfalzgrafen und mit Stadtrecht seit 1430 spricht vieles dafür, dass schon vorher ein Rathaus errichtet gewesen sein dürfte, von dem aber keine Spuren mehr vorhanden sind. Entgegen der typischen Bauweise von Rathäusern in Mitteldeutschland verfügt dieses Rathaus über keinen Rathausturm. An das Gebäude wurde im Laufe der Zeit ein Tanzsaal angebaut, der aber wegen weiterer Tanzsäle, so in den Gasthäusern Goldener Stern und Zum Kronprinz von Preußen, kaum als solcher genutzt wurde. Der Tanzsaal wurde daraufhin im 19. Jahrhundert als Schulzimmer und auch für Magistratssitzungen, Bürgerversammlungen und Gerichtsverhandlungen genutzt. Das Gebäude ist heute noch Sitz des Bürgermeisters und der Stadtverwaltung.

## Beschreibung
Das heutige Erscheinungsbild des Rathauses mit seinen Spitzgauben und der Bruchsteinfassade entstand in der zweiten Hälfte des 20. Jahrhunderts. Ursprünglich war das Gebäude verputzt. Über der Eingangstür an der Südseite des Gebäudes befindet sich als Relief das Stadtwappen, ein Löwe der drei Türme in der Vordertatze hält.

## Lage
Das Rathaus steht an der westlichen Stirnseite des Marktplatzes von Bad Lauchstädt, unter der Adresse Markt 1.